# Fritz ter Meer
Friedrich "Fritz" Hermann ter Meer (Uerdingen, 4 juli 1884 - Leverkusen, 21 oktober 1967) was een Duits chemicus, ondernemer en veroordeeld oorlogsmisdadiger.

## Vroege carrière
Fritz ter Meer was de zoon van Hermann Edmund ter Meer (1852–1931), de oprichter van Teerfabriek Dr. E. ter Meer & Cie in Uerdingen. Na zijn schooltijd studeerde hij van 1903 tot 1908 in Duitsland en Frankrijk chemie en ook korte tijd rechten. In 1909 promoveerde hij met het proefschrift Zur Kenntnis der Äther von Isonitrosoketonen (tot kennis van de ethers van isonitrosoketonen). Aansluitend volgde hij studies in verfchemie in Krefeld, maar ook in Engeland en Frankrijk.
Hierna ging hij werken in het bedrijf van zijn vader. In 1919 werd hij bestuurslid. In 1925 werd het bedrijf overgenomen door IG Farben AG, waarna Ter Meer ook in dit bedrijf lid was van de raad van bestuur. Daarnaast was hij vanaf 1932 ook lid van de arbeidscommissie en de technische commissie van het bedrijf. Binnen het ministerie van oorlog was hij leider van "Sectie II" en hij kreeg de eretitel Wehrwirtschaftsführer. Na een ledenstop werd hij in 1937 lid van de NSDAP.

## Tweede Wereldoorlog
Op 7 september 1939 sloot hij samen met Heinrich Hörlein een overeenkomst met het Heereswaffenamt (wapenkantoor) over de productie van het zenuwgas Tabun. Bij de bouw van de daarvoor afgesproken fabriek in Dyhernfurth werden meer dan honderd krijgsgevangenen ingezet. In september 1943 werd Ter Meer gevolmachtigde voor Italië van de minister voor bewapening en oorlogsproductie. Gedurende de Tweede Wereldoorlog was hij verantwoordelijk voor de bouw van de Buna-fabriekstak van IG Farben bij Auschwitz en het bijbehorende werkkamp Auschwitz III-Monowitz. Hier werden experimenten op mensen gedaan en kwamen circa 25.000 dwangarbeiders om het leven. In 1943 ontving hij het Kruis voor Oorlogsverdienste.

### Gevangenneming, ondervraging en IG Farbenproces
In april 1945 werd hij in Italië gevangengenomen. In 1947 werd hij voorgeleid in het IG Farbenproces. Tijdens een verhoor door het Amerikaanse Field Information Agency; Technical in 1945 gaf hij toe dat experimenten met gifgassen en schadelijke dampen waren uitgevoerd op gevangenen uit een concentratiekamp, in de IG Farben-vestiging in Elberfeld. Volgens Ter Meer ging het daarbij om reeds ter dood veroordeelden, die op basis van vrijwilligheid deelgenomen zouden hebben en bij overleven gratie zouden krijgen. Hij stelde hierover:
De gevangenen was hierdoor geen leed aangedaan, omdat men ze hoe dan ook zou hebben gedood, en ze kregen zo een kans op overleven.
 Op 30 juli 1948 werd hij als oorlogsmisdadiger wegens plundering en gebruikmaking van slavenarbeid in relatie tot het concentratiekamp Auschwitz III Monowitz veroordeeld tot zeven jaar gevangenisstraf.

## Na de oorlog
In de zomer van 1950 werd hij wegens goed gedrag vervroegd vrijgelaten uit de gevangenis van Landsberg. Onmiddellijk na de opheffing van de oorlogsmidadigersclausule uit wet nr. 35 van de Geallieerde Controleraad, werd hij in 1956 voorzitter van de raad van bestuur van Bayer. In de jaren hierna bekleedde hij daarnaast diverse bestuursposten bij verschillende firma's, waaronder Th. Goldschmidt AG, Commerzbank-Bankverein AG, Düwag, VIAG (tegenwoordig E.ON) en Bankverein Westdeutschland AG. 
In 1961 ging hij met pensioen. Ter Meer leverde een belangrijke bijdrage aan de wederopbouw van de chemische industrie in Duitsland. In zijn naoorlogse jaren richtte hij met privégeld stichtingen voor sociale doelen op.
Ter herinnering aan Fritz ter Meer richtte zijn voormalige werkgever Bayer de Fritz-ter-Meer-Stiftung op (tegenwoordig Bayer Science & Education Foundation). Een organisatie die chemiestudenten ondersteunt met studiebeurzen.

## Familie
Ter Meer was de schoonvader van voormalig CDU-partijpenningmeester Walther Leisler Kiep, die bekend werd door het partijfinancieringsschandaal in 1999. Ter Meer was ook oudoom van filmproducent Bernhard Sinkel.